# Чивер, Джон
Джон Уильям Чи́вер (англ. John William Cheever; 27 мая 1912, Куинси, штат Массачусетс — 18 июня 1982, Оссининг, штат Нью-Йорк) — американский писатель, которого прославили рассказы, сочетающие проницательный анализ повседневной жизни американских обывателей с использованием символической образности и отдельными элементами магического реализма. Типичные герои Чивера, как и Апдайка, — обитатели американских пригородов: «белые» мужчины, принадлежащие к среднему классу, стремящиеся преуспеть во что бы то ни стало и, как правило, терпящие крах. Чивер — постоянный автор журнала The New Yorker, обладатель Пулитцеровской премии 1979 года. Его перу также принадлежат резонансные романы «Фальконер» и «Семейные хроники Уопшотов».

## Биография
Джон Уильям Чивер родился в городке Куинси штата Массачусетс в семье Фредерика Линкольна Чивера и его жены Мэри Лили. Отец будущего писателя владел компанией по продаже обуви, однако в середине тридцатых годов из-за Великой депрессии потерял большую часть своего капитала, а вместе с ним и бизнес. Для оплаты счетов и поддержания семьи Мэри Чивер была вынуждена взять дела в свои руки и открыть небольшой магазин сувениров. Несмотря на это финансовое положение семьи не поправилось, и ввиду нехватки денежных средств Чивер был вынужден покинуть частную школу.
Благодаря победе в конкурсе коротких рассказов, организованном газетой Boston Herald, Чивер был приглашён вернуться в школу на особых условиях, однако так и не смирился со своим положением и в 18-летнем возрасте был из неё исключён. Описав свой опыт с жёсткой иронией в рассказе «Исключённый» (англ. Expelled), Чивер в 1930 году дебютировал с ним на страницах журнала The New Republic. В 1935 году еженедельник The New Yorker (с которым Чивера в дальнейшем связывало многолетнее сотрудничество) опубликовал его рассказ «Буффало». В 1938 году Чивер начал работать в Вашингтоне редактором, испытывая от этой работы тяжёлое разочарование. Через несколько месяцев он встретил свою будущую жену Мэри Винтерниц, дочь Милтона Винтерница и внучку Томаса Огастаса Уотсона. Пара поженилась в 1941 году.
В мае 1942 года Чивер поступил на военную службу; вскоре после этого вышел его первый сборник рассказов «Как живут некоторые люди». Сам писатель в дальнейшем был крайне недоволен своей первой книгой и уничтожал все экземпляры, попадавшие к нему в руки, отзывы критики также были прохладными, но книга обратила на себя внимание голливудского продюсера и сценариста Леонарда Спигельгасса, благодаря которому Чивер был отозван из армейского подразделения (в дальнейшем почти полностью уничтоженного при высадке союзников во Франции) и направлен на работу в области кино.
В послевоенные годы Чивер полностью сосредоточился на сочинительстве. Второй сборник рассказов «Исполинское радио» вышел в 1953 году и был неплохо встречен критикой, хотя и оказался несколько в тени появившихся одновременно «Девяти рассказов» Дж. Д. Сэлинджера. Летом 1956 года писатель заканчивает работу над романом «Хроники семейства Уопшотов». В 1964 году был опубликован роман-продолжение «Скандал в семействе Уопшотов», получивший отличные оценки критиков. В том же году писатель впервые побывал в СССР (второй раз — в 1971 году). В июле 1964 года The New Yorker публикует рассказ «Пловец», по которому в 1968 году будет снят одноимённый фильм с Бертом Ланкастером в главной роли. В это же время у Чивера возникли первые проблемы с алкоголем и начали стремительно ухудшаться отношения с женой.
Следующая работа писателя, роман «Буллет-Парк», вышла в 1969 году, однако получила резко негативную оценку критики. Алкоголизм автора прогрессирует, и он вынужден обратиться за помощью к психиатрам. В мае 1973 года Чивер чуть не умер от отёка легких. После месяца, проведенного в больнице, он возвращается домой и дает зарок отказаться от алкоголя. Однако уже в августе он снова начинает пить. В течение следующих двух лет Чивер борется с алкогольной зависимостью и после терапии в реабилитационном центре окончательно отказывается от пагубной привычки.
Новый роман автора, «Фальконер», вышел в свет в 1977 году и оказался исключительно успешным. В 1978 году появился сборник «Рассказы Джона Чивера», отмеченный Пулитцеровской премией и разошедшийся тиражом более 125 тысяч экземпляров.
Летом 1981 года у Чивера была обнаружена опухоль в почках. Последний роман Чивера «Какая райская картина» был опубликован в марте 1982 года; эта необычно короткая для Чивера книга получила уважительные отзывы прессы, отчасти в связи с известием о неизлечимой болезни автора. 18 июня 1982 года Чивер умер от рака.
Сборник ранее неопубликованных рассказов Чивера вышел в 1994 году усилиями его вдовы. В 1982 году появилась книга воспоминаний дочери Чивера Сьюзен, помимо прочего написавшей о бисексуальности своего отца. Подробная и получившая широкое признание критики биография Чивера, написанная известным мастером писательских биографий Блейком Бейли, опубликована в 2009 году.
«Чивер пытается схватить почти неуловимые токи и влияния, которые порождают душевную неустойчивость и смуту в обитателе стандартного американского рая, — отмечала критик Эдварда Кузьмина. — Герои Чивера отравлены городом-роботом, бездушным царством бизнеса. <…> Но тоскующая душа жадно ловит в унылой повседневности хоть проблески прекрасного».

## В кино
Джон Чивер стал героем фильма Паоло Соррентино «Партенопа» (2024), где его сыграл Гэри Олдман.

## Избранная библиография
- «Как живут некоторые люди» The Way Some People Live, (сборник рассказов) 1943
- «Исполинское радио» The Enormous Radio and other stories, (сборник рассказов) 1953
- «Хроники семейства Уопшотов» The Wapshot Chronicle 1957
- «Грабитель из Шейди-Хилла» The Housebreaker of Shady Hill and Other Stories, (сборник рассказов) 1958
- «Люди, места и вещи, которые не появятся в моем следующем романе» Somе People, Places, and Things That Will Not Appear in My Next Novel, (сборник рассказов) 1961
- «Скандал в семействе Уопшотов» The Wapshot Scandal 1964
- «Бригадир и соломенная вдова» The Brigadier and the Golf Widow, (сборник рассказов) 1964
- «Буллет-Парк» Bullet Park 1969, экранизация 2008
- «Мир яблок» The World of Apples, (сборник рассказов) 1973
- «Фальконер» Falconer 1977
- «Рассказы Джона Чивера» The Stories of John Cheever, (сборник рассказов) 1978

## Издания на русском языке
- Чивер, Джон. Буллет-Парк. - М.: Молодая гвардия, 1972. 208 с. 100 000 экз.
- Чивер, Джон. Скандал в семействе Уопшотов. — Л.: Художественная литература, 1973. — 288 с. — 100 000 экз.
- Чивер, Джон. Семейная хроника Уопшотов. Скандал в семействе Уопшотов. Рассказы. — М.: Радуга, 1983. — 736 с. — (Библиотека литературы США). — 50 000 экз.
- Чивер, Джон. Ангел на мосту: рассказы / Пер. с англ. Т. Литвиновой. — М.: Текст, 2001. — 352 с. — 3500 экз. — ISBN 5-7516-0281-1.
- Чивер, Джон. Фальконер / Пер. с англ. Н. Кончи, М. Мельниченко. — М.: Текст, 2008. — 222 с. — (Первый ряд). — 2000 экз. — ISBN 978-5-7516-0747-0.